# Agapanthia intermedia
Agapanthia intermedia — вид жесткокрылых из семейства усачей.

## Распространение
Распространён в Центральной Европе.

## Описание
Жук длиной от 7 до 13 мм. Время лёта с мая по август.

## Развитие
Жизненный цикл вида длится год. Кормовым растением является короставник полевой (Knautia arvensis).

## Галерея

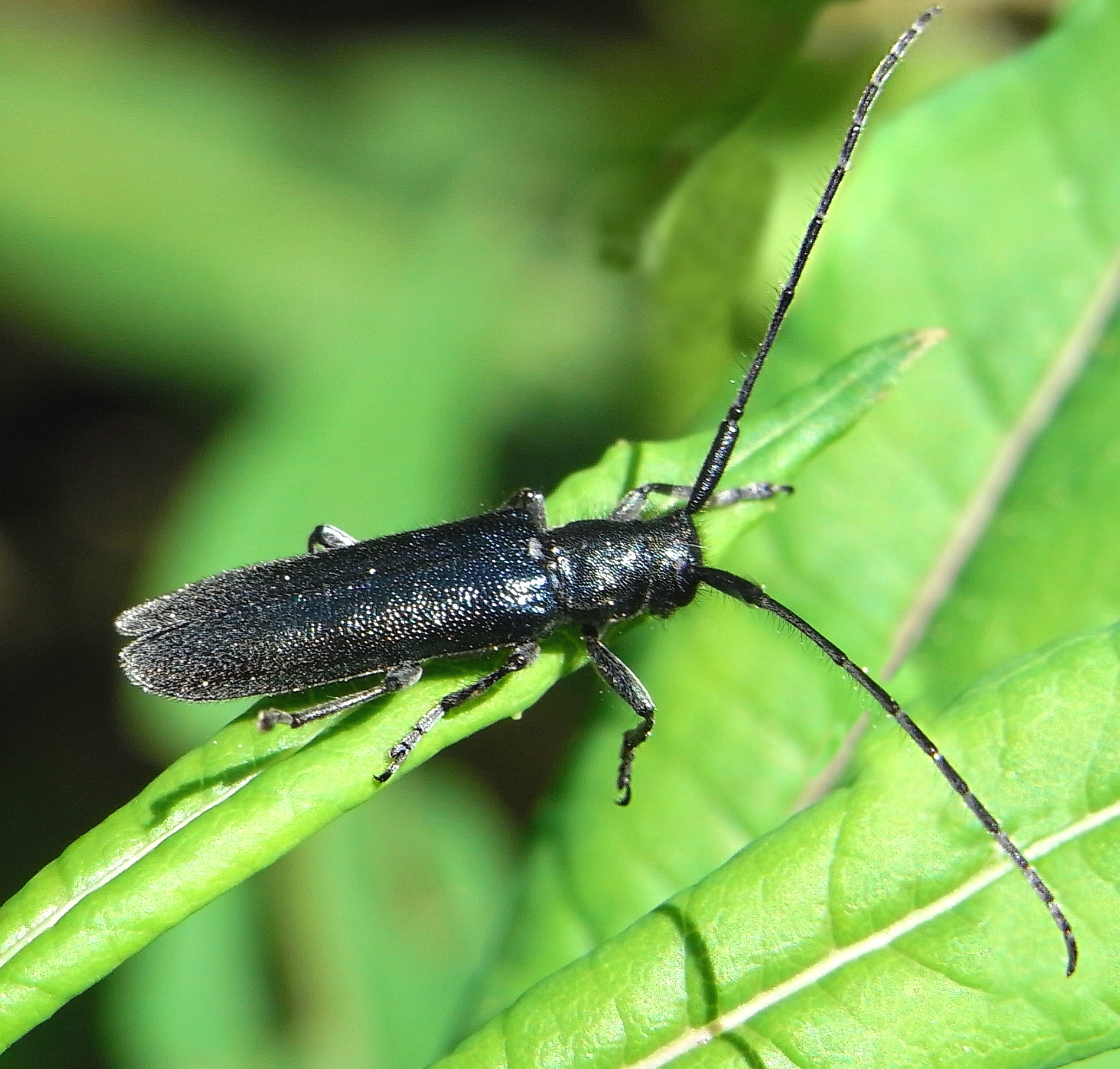
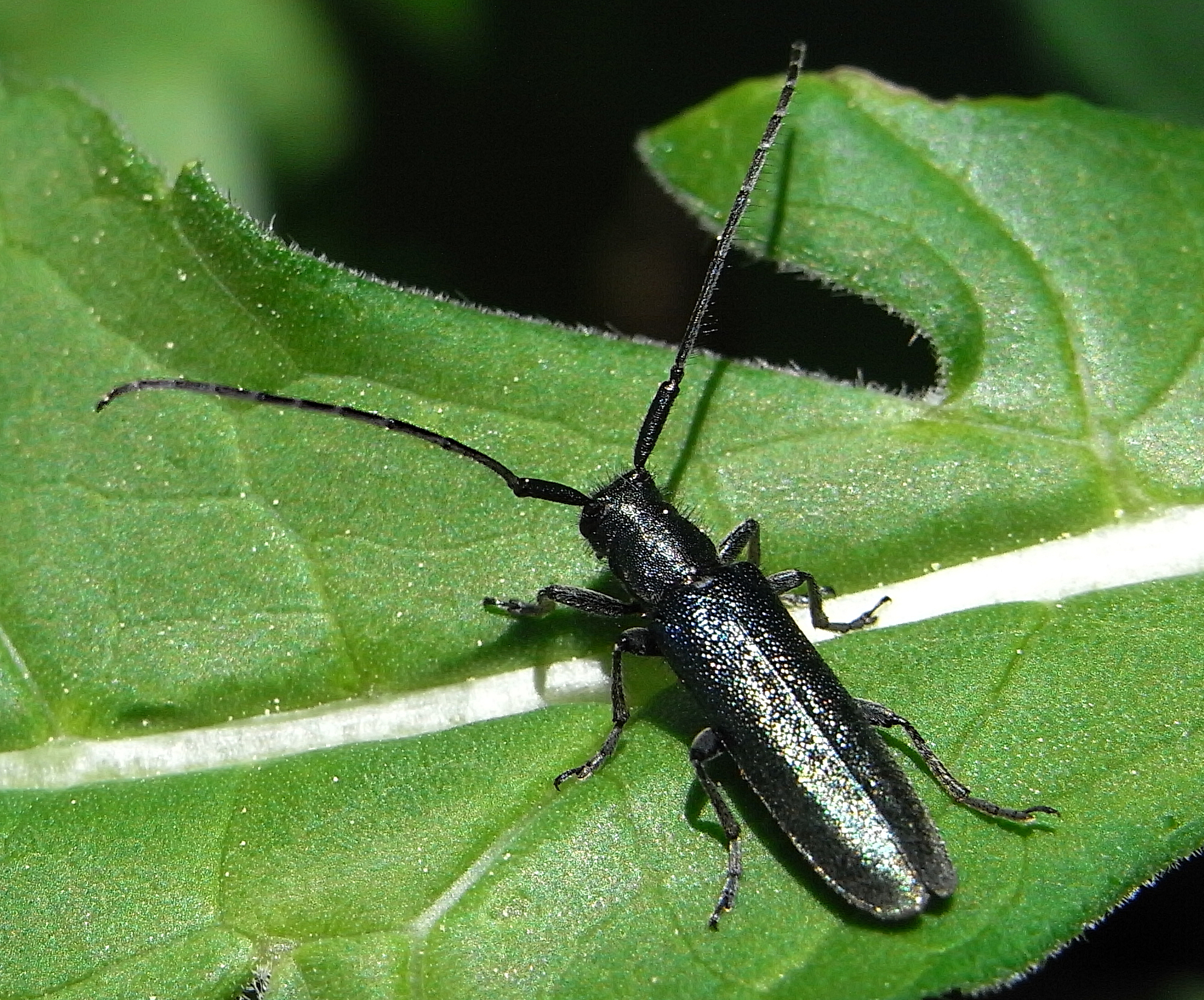
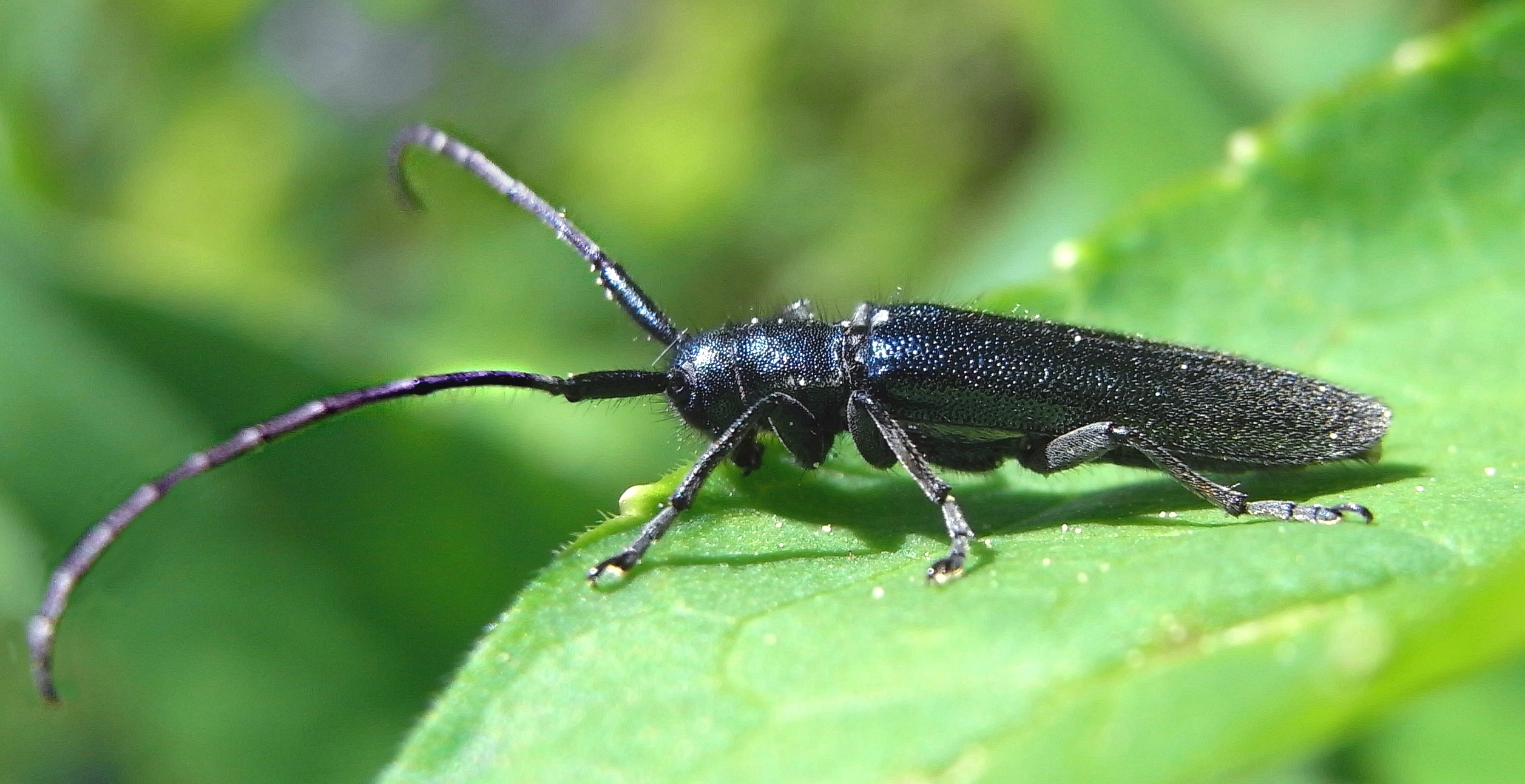